# Luis Ponce de León
Luis Ponce de León (muerto el 20 de julio de 1526) fue un juez español, gobernador de la Nueva España durante un breve periodo de tiempo (del 4 al 16 de julio de 1526).

## Biografía
Natural de Córdoba, fue amigo y ayudante del corregidor de Toledo Martín Alonso Fernández de Córdoba, conde de Alcaudete.
El nombramiento de Ponce llegó en 1526, después de que las noticias sobre las dificultades graves en la Nueva España comenzaran a llegar a la corte de Carlos I de España y al Consejo de Indias. En 1524, Hernán Cortés se había enterado de la rebelión de Cristóbal de Olid en Honduras, y delegó su gobernación de la Nueva España en los funcionarios del tesoro para dirigirse a Honduras. Durante su ausencia, la gobernación fue compartida caóticamente entre rivales en favor de Cortés y las facciones contrarias a Cortés en la tesorería. Finalmente, llegaron rumores a la Ciudad de México y a España de que Cortés había muerto en el camino a Honduras. El rey Carlos I ordenó un juicio de residencia (una comisión de investigación) para investigar el asunto de Cortés y conocer la verdadera situación de la colonia, y el estado del gobierno interino.
Para llevar a cabo estas órdenes, nombró a Luis Ponce de León juez de residencia y gobernador de la Nueva España, con un sueldo anual de 3.000 ducados de oro. Ponce de León zarpó de Sanlúcar de Barrameda el 2 de febrero de 1526. En mayo, Cortés regresó a la Ciudad de México y volvió a su gobernación. Ponce se detuvo en La Española hasta el 31 de mayo de 1526 para reparar su barco, y llegó a la Ciudad de México el 4 de julio Se presentó ante el ayuntamiento (gobierno de la ciudad) el 5 de julio de 1526. Llevaba consigo el decreto de Toledo con fecha del 4 de noviembre de 1525 otorgándole los poderes, y Cortés se hizo a un lado para honrar el real decreto.
Ponce de León dejó a todos los funcionarios del ayuntamiento en sus posiciones. Tenía cerca de 65 años de edad y estaba enfermo de fiebre contraída a su llegada a Veracruz. La enfermedad se había prolongado a través del viaje de 12 días a la capital y no cejó ni aun después de su llegada allí. Tras asumir el cargo, se retiró de las ocupaciones públicas y murió pronto. Antes de su muerte, delegó sus funciones a Marcos de Aguilar, su asistente, que lo había acompañado a la colonia. Aguilar también tenía un nombramiento real. Él asumió el gobierno el 16 de julio de 1526.
Cuatro días después, Ponce de León murió. Fue enterrado en la iglesia parroquial, primera en la Ciudad de México, frente a la Plaza Mayor. Aguilar, también de edad, murió asimismo tras gobernar sólo un corto periodo. Los enemigos de Cortés insinuarion que había hecho envenenar a los dos oficiales reales.
| Predecesor: Hernan Cortes | Gobernador Pre-Virreinal de Nueva España 1525-1526 | Sucesor: Marcos de Aguilar |